# John Richard Garland
John „Jack“ Richard Garland PC (* 1. Januar 1918 in Smiths Falls; † 14. März 1964) war ein kanadischer Journalist, Wirtschaftsmanager, Unternehmer und Politiker der Liberalen Partei Kanadas, der mehrere Jahre Abgeordneter des Unterhauses sowie einige Zeit Minister war. 

## Leben
Garland, der von Beruf Journalist, Wirtschaftsmanager und Unternehmer war, begann seine politische Laufbahn in der Kommunalpolitik und wirkte zwischen 1947 und 1949 als Beigeordneter (Alderman) von North Bay. Er wurde bei der Unterhauswahl vom 27. Juni 1949 als Kandidat der Liberalen Partei erstmals als Abgeordneter in das Unterhaus gewählt und vertrat in diesem bis zu seinem Tod am 14. März 1964 mehr als 14 Jahre den Wahlkreis Nipissing.
Am 22. April 1963 berief ihn Premierminister Lester Pearson zum Minister für nationale Einkünfte in das 19. kanadische Kabinett, dem er bis zu seinem Tod am 14. März 1964 angehörte.
Ihm zu Ehren wurde der Jack Garland Airport in North Bay benannt.